# 페테르 스코루프

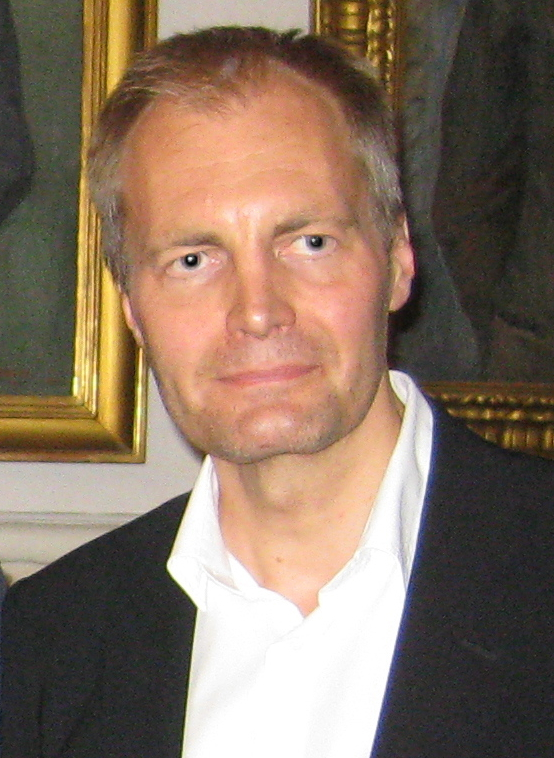
페테르 스코루프

페테르 스코루프(덴마크어: Peter Skaarup, 1964년 5월 1일 ~ )는 덴마크의 정치인으로, 당적은 덴마크 인민당(이하 인민당)이다. 1998년 3월 11일 이래 국회의원이며, 2012년 9월 27일부터 인민당 원내대표를 지내고 있다.

## 생애
오르후스의 브라브란구에서 성장했다. 부친인 한스 스코루프는 은퇴한 사진기술자였고, 모친 비르테 스코루프는 전직 국회의원이었다. 1982년 오르후스 성당학교를 졸업했으며, 1986년부터 1990년까지 덴마크 철도공사의 여행기술자문공사로 일했다. 1990년 진보당 당서기가 되었으나, 1995년 탈당하고 인민당에 합류해 비서실장직을 역임했다. 1990년대 말 그는 각종 기관 ― 외스테르브로 구의회, Dansk Udenrigspolitisk Institut, Copenhagen Capacity, Københavns Borgerrepræsentation, 인민당 위원회, 외레스타트 개발협회 ―에서 일하고 있었다.
1998년 총선에서 당선되어 처음으로 원내에 입성했으며, 이후 2012년까지 인민당의 부대표직을 역임했다. 국회에서 법률위원회 위원장 및 교통위원회 부위원장을 지내기도 했다. 법률위원회 위원장이 되기 이전, 스코루프는 외국인과 이민 문제를 주로 대변하곤 했다.

## 정치 성향
스코루프는 이민자들의 본국 송환을 지지하며, "덴마크 사회에 부적응하는" 이민자들의 자발적인 귀환을 주장해 왔다. 그는 또한 비(非)유럽 연합 회원국 출신 이민자들(특히 노르딕 국가들)이 주요 이슈라며, 정부가 비서구권 이민자 이슈에 더 집중해야 한다고 밝혔다.

## 사생활
수의과 간호사인 테레세 스코루프와 결혼했다.